# Renédale
 Renédale  es una comuna y población de Francia, en la región de Franco Condado, departamento de Doubs, en el distrito de Pontarlier y cantón de Montbenoît.
Su población en el censo de 1999 era de 30 habitantes.
Está integrada en la Communauté de communes du Canton de Montbenoît .

## Demografía
| 39 | 40 | 40 | 32 | 27 | 30 |
| Para los censos de 1962 a 1999 la población legal corresponde a la población sin duplicidades (Fuente: INSEE [Consultar]) |    |    |    |    |    |

- Datos: Q923259
- Multimedia: Renédale / Q923259

1. ↑  Worldpostalcodes.org, código postal n.º 25520.
2. ↑  INSEE, Datos de población para el año 2012 de Renédale (en francés).